# جصین
جصین (به عربی: جصین) یک روستا در سوریه است که در ناحیه صبوره واقع شده‌است. جصین ۳۰۱ نفر جمعیت دارد.